# Prix Harvey (comics)
Ne doit pas être confondu avec Prix Harvey.
Les prix Harvey (anglais : Harvey Awards) est un prix de bande dessinée récompensant des œuvres parues en anglais en Amérique du Nord. Ils sont remis chaque année depuis 1988, actuellement au New York Comic Con. Ils récompensent des auteurs moins mainstream que les prix Eisner, mais plus connus que les prix Ignatz.
Les Harvey ont été créés en 1988 par Gary Groth, président de la maison d'édition Fantagraphics, à la suite de son conflit avec Dave Olbrich, qui s'occupait des prix Jack-Kirby pour un magazine publié par Fantagraphics. Jusqu'en 2016, les Harvey sont décernés par les professionnels de la bande dessinée américaine parmi une sélection de noms et de titres réalisée par un jury. À partir de 2018, après un hiatus d'un an, le nombre de prix comme le mode de sélection sont profondément renouvelés.

## Prix remis à partir de 2018
Les œuvres et personnes nommées sont choisies par un comité de nomination ad hoc. Les lauréats des prix catégoriels sont choisis par les professionnels de la bande dessinée (auteurs, éditeurs, employés des maisons d'édition, libraires, etc.) ayant obtenu un badge à l'un des festivals organisés par ReedPOP depuis 2016, ainsi qu'à tout autre professionnel en faisant la demande à la discrétion du comité exécutif des prix Harvey. Les lauréats des prix spéciaux sont choisis par le comité exécutif des Harvey.

### Livre de l'année
Ce prix, nommé Book of the Year en anglais, récompense un album de bande dessinée original ou reprenant du contenu sérialisé, par exemple en comic book.
| Année | Titre                                                     | Dessin                | Scénario             | Maison d'édition    |
| ----- | --------------------------------------------------------- | --------------------- | -------------------- | ------------------- |
| 2018  | Monstress                                                 | Sana Takeda ()        | Marjorie Liu         | Image               |
| 2019  | Une touche de couleur (Hey, Kiddo)                        | Jarrett J. Krosoczka  | Jarrett J. Krosoczka | Scholastic Graphix  |
| 2020  | Dragon Hoops                                              | Gene Luen Yang        | Gene Luen Yang       | First Second        |
| 2021  | The Magic Fish                                            | Trung Le Nguyen       | Trung Le Nguyen      | Random House        |
| 2022  | The Good Asian                                            | Alexandre Tefenkgi () | Pornsak Pichetshote  | Image               |
| 2023  | Environnement toxique (Ducks: Two Years in the Oil Sands) | Kate Beaton ()        | Kate Beaton ()       | Drawn and Quarterly |

### Livre numérique de l'année
Ce prix, nommé Digital Book of the Year en anglais, récompense une bande dessinée numérique.
| Année | Titre                                    | Dessin                    | Scénario         | Maison d'édition     |
| ----- | ---------------------------------------- | ------------------------- | ---------------- | -------------------- |
| 2018  | Barrier                                  | Marcos Martín (dessin)    | Brian K. Vaughan | Panel Syndicate (en) |
| 2018  | Barrier                                  | Muntsa Vicente (couleurs) | Brian K. Vaughan | Panel Syndicate (en) |
| 2019  | Check, Please                            | Ngozi Ukazu               | Ngozi Ukazu      | Auto-édité           |
| 2020  | The Nib                                  | Matt Bors                 | Matt Bors        |                      |
| 2021  | Traditions d'Olympus (Lore Olympus t. 1) | Rachel Smythe             | Rachel Smythe    | Del Rey              |
| 2022  | Lore Olympus (Lore Olympus)              | Rachel Smythe             | Rachel Smythe    | Del Rey              |
| 2023  | Lore Olympus (Lore Olympus t. 6)         | Rachel Smythe             | Rachel Smythe    | Del Rey              |

### Meilleur livre pour enfant ou jeune adulte
Ce prix, nommé Best Children or Young Adult Book en anglais, récompense un album de bande dessinée destiné au jeune public.
| Année | Titre                                                               | Dessin                    | Scénario         | Maison d'édition   |
| ----- | ------------------------------------------------------------------- | ------------------------- | ---------------- | ------------------ |
| 2018  | Le Prince et la Couturière (The Prince and the Dressmaker)          | Jen Wang                  | Jen Wang         | First Second       |
| 2018  | The Tea Dragon Society                                              | Katie O'Neill             | Katie O'Neill    | Oni Press          |
| 2019  | Mes ruptures avec Laura Dean (Laura Dean Keeps Breaking Up with Me) | Rosemary Valero-O'Connell | Mariko Tamaki () | First Second       |
| 2020  | Superman écrase le Klan (Superman smashes the Klan)                 | Gurihiru (en) ()          | Gene Luen Yang   | DC Comics          |
| 2021  | The Magic Fish                                                      | Trung Le Nguyen           | Trung Le Nguyen  | Random House       |
| 2022  | Squire                                                              | Sara Alfageeh             | Nadia Shammas    | Quill Tree Books   |
| 2023  | Hungry Ghost                                                        | Victoria Ying             | Victoria Ying    | Scholastic Graphix |

### Meilleure adaptation de comic book ou de roman graphique
Ce prix, nommé « Best Adaptation from Comic Book/Graphic Novel » en anglais, récompense une adaptation d'une bande dessinée, quelle que soit son format, vers un autre média.
| Année | Titre                                                          | Réalisateur/Créateur                                   | Œuvre adaptée             | Maison d'édition |
| ----- | -------------------------------------------------------------- | ------------------------------------------------------ | ------------------------- | ---------------- |
| 2018  | Black Panther                                                  | Ryan Coogler                                           | Panthère noire            | Marvel           |
| 2019  | Spider-Man: New Generation (Spider-Man: Into the Spider-Verse) | Peter Ramsey                                           | Spider Man                | Marvel           |
| 2020  | Watchmen                                                       | Damon Lindelof                                         | Watchmen                  | DC Comics        |
| 2021  | WandaVision                                                    | Jac Schaeffer                                          | Marvel Cinematic Universe | Marvel           |
| 2022  | Miss Marvel                                                    | Bisha. K Ali                                           | Miss Marvel               | Marvel           |
| 2023  | Spider-Man: Across the Spider-Verse                            | Joachim Dos Santos , Kemp Powers et Justin K. Thompson | Spiderman                 | Marvel           |

### Meilleur manga
Ce prix, nommé « Best Manga » en anglais, récompense une bande dessinée japonaise traduite en anglais.
| Année | Titre                                                                  | Dessin           | Scénario         | Maison d'édition |
| ----- | ---------------------------------------------------------------------- | ---------------- | ---------------- | ---------------- |
| 2018  | Solitude d'un autre genre (en) (My Lesbian Experience With Loneliness) | Kabi Nagata      | Kabi Nagata      | Seven Seas       |
| 2019  | My Hero Academia                                                       | Kohei Horikoshi  | Kohei Horikoshi  | Viz Media        |
| 2020  | L'Atelier des sorciers (Witch Hat Atelier)                             | Kamome Shirahama | Kamome Shirahama | Kodansha Comics  |
| 2021  | Chainsaw Man                                                           | Tatsuki Fujimoto | Tatsuki Fujimoto | Viz              |
| 2022  | Chainsaw Man                                                           | Tatsuki Fujimoto | Tatsuki Fujimoto | Viz              |
| 2023  | Chainsaw Man                                                           | Tatsuki Fujimoto | Tatsuki Fujimoto | Viz              |

### Meilleur livre international
Ce prix, nommé « Best International Book » en anglais, récompense une bande dessinée traduite en anglais depuis une autre langue que le japonais. Elle s'appelait « Best European Comics » en 2018 et 2019.
| Année | Titre                                                                           | Dessin                 | Scénario               | Maison d'édition    |
| ----- | ------------------------------------------------------------------------------- | ---------------------- | ---------------------- | ------------------- |
| 2018  | California Dreamin’                                                             | Pénélope Bagieu ()     | Pénélope Bagieu ()     | First Second        |
| 2019  | Écumes (Waves)                                                                  | Carole Maurel ()       | Ingrid Chabbert ()     | Archaia             |
| 2020  | Les Mauvaises Herbes (Grass)                                                    | Keum Suk Gendry-Kim () | Keum Suk Gendry-Kim () | Drawn and Quarterly |
| 2021  | Moms                                                                            | Yeong-shin Ma ()       | Yeong-shin Ma ()       | Drawn and Quarterly |
| 2022  | Sweet Paprika                                                                   | Mirka Andolfo ()       | Mirka Andolfo ()       | Image               |
| 2023  | Blacksad t. 7 : Alors, tout tombe : Première Partie (They All Fall Down Part 1) | Juanjo Guarnido ()     | Juan Díaz Canales ()   | Dark Horse Books    |

### Prix du pionnier de l'industrie de la bande dessinée
Ce prix spécial, nommé « Comics Industry Pioneer Award » en anglais, récompense une personnalité « ayant fourni une contribution particulière à l'industrie du comic book et du roman graphique ».
| Année | Auteur          | Pays  | Dates                                                                               | Maison d’édition                                                                 |
| ----- | --------------- | ----- | ----------------------------------------------------------------------------------- | -------------------------------------------------------------------------------- |
| 2018  | Jackie Estrada  |       | 1946-                                                                               | Pour son rôle dans la fondation du Comic Con et dans la gestion des prix Eisner. |
| 2019  | Maggie Thompson | 1942- | Pour son travail de co-éditrice du Comics Buyer's Guide, avec son défunt époux Don. |                                                                                  |

### Prix du temple de la renommée Harvey
Ce prix spécial, nommé « Harvey Hall of Fame Award » en anglais, récompense des auteurs à la carrière ou à l'impact remarquables, actifs depuis plus de vingt ans. Il s'agit du troisième temple de la renommée créé par les prix Harvey.
| Année | Auteur                  | Pays        | Dates     |
| ----- | ----------------------- | ----------- | --------- |
| 2018  | Dave Gibbons            | Royaume-Uni | 1949-     |
| 2018  | Roz Chast               | États-Unis  | 1954-     |
| 2019  | Mike Mignola            | États-Unis  | 1962-     |
| 2019  | Alison Bechdel          | États-Unis  | 1960-     |
| 2019  | Will Elder              | États-Unis  | 1921-2008 |
| 2019  | Jack Davis              | États-Unis  | 1924-2016 |
| 2019  | John Severin            | États-Unis  | 1921-2012 |
| 2019  | Marie Severin           | États-Unis  | 1929-2018 |
| 2019  | Ben Oda                 | États-Unis  | 1915-1984 |
| 2020  | Jill Thompson           | États-Unis  | 1966-     |
| 2020  | Osamu Tezuka            | Japon       | 1928-1989 |
| 2020  | Dwayne McDuffie         | États-Unis  | 1962-2011 |
| 2020  | Denys Cowan             | États-Unis  | 1961-     |
| 2020  | Michael Davis           | États-Unis  | 1958-     |
| 2020  | Derek T. Dingle         | États-Unis  | 1961-     |
| 2021  | Jeffrey Catherine Jones | États-Unis  | 1944-2011 |
| 2021  | Michael Wm. Kaluta      | États-Unis  | 1947-     |
| 2021  | Rumiko Takahashi        | Japon       | 1957-     |
| 2021  | Bernie Wrightson        | États-Unis  | 1948-2017 |
| 2021  | Barry Windsor-Smith     | Royaume-Uni | 1949-     |
| 2022  | Marge                   | États-Unis  | 1904-1993 |
| 2022  | Neil Gaiman             | Royaume-Uni | 1960-     |
| 2022  | Roy Thomas              | États-Unis  | 1940-     |
| 2022  | Gilbert Shelton         | États-Unis  | 1940-     |
| 2023  | Chris Claremont         | Royaume-Uni | 1950-     |
| 2023  | Bill Griffith           | États-Unis  | 1944-     |
| 2023  | George Pérez            | États-Unis  | 1954-2022 |
| 2023  | Louise Simonson         | États-Unis  | 1946-     |
| 2023  | Walt Simonson           | États-Unis  | 1946-     |
| 2023  | Marv Wolfman            | États-Unis  | 1946-     |

### Prix de mise en lumière internationale
Ce prix spécial, nommé « International Spotlight Award » en anglais, récompense un auteur non-nord-américain qui « a eu un impact sur le médium ».
| Année | Auteur          | Pays  | Dates |
| ----- | --------------- | ----- | ----- |
| 2018  | Harold Sakuishi | Japon | 1969- |

## Prix remis de 1988 à 2016
Sauf précision, l'ensemble de ces lauréats provient du site officiel des prix Harvey

### Meilleur scénariste
Ce prix, nommé « Best Writer » en anglais, existe de 1988 à 2016.
| Année | Auteur récompensé | Œuvre distinguée                       | Maison d'édition    |
| ----- | ----------------- | -------------------------------------- | ------------------- |
| 1988  | Alan Moore        | Watchmen                               | DC                  |
| 1989  | Gilbert Hernandez | Love and Rockets                       | Fantagraphics       |
| 1990  | Gilbert Hernandez | Love and Rockets                       | Fantagraphics       |
| 1991  | Neil Gaiman       | Sandman                                | DC                  |
| 1992  | Neil Gaiman       | Sandman                                | DC                  |
| 1993  | Will Eisner       | Peuple invisible                       | Kitchen Sink        |
| 1994  | Scott McCloud     | L'Art Invisible                        | Tundra/Kitchen Sink |
| 1995  | Alan Moore        | From Hell                              | Kitchen Sink        |
| 1996  | Alan Moore        | From Hell                              | Kitchen Sink        |
| 1997  | Daniel Clowes     | Eightball                              | Fantagraphics       |
| 1998  | Kurt Busiek       | Astro City                             | Image               |
| 1998  | Kurt Busiek       | Les Vengeurs                           | Marvel              |
| 1998  | Kurt Busiek       | Thunderbolts                           | Marvel              |
| 1999  | Alan Moore        | From Hell                              | Kitchen Sink        |
| 1999  | Alan Moore        | Supreme                                | Awesome             |
| 2000  | Alan Moore        | La Ligue des gentlemen extraordinaires | ABC                 |
| 2001  | Alan Moore        | Promethea                              | ABC                 |
| 2002  | Brian Azzarello   | 100 Bullets                            | DC                  |
| 2003  | Alan Moore        | Promethea                              | ABC                 |
| 2004  | Chester Brown     | Louis Riel                             | Drawn & Quarterly   |
| 2005  | Daniel Clowes     | Eightball                              | Fantagraphics       |
| 2006  | Ed Brubaker       | Captain America                        | Marvel              |
| 2007  | Ed Brubaker       | Daredevil                              | Marvel              |
| 2008  | Brian K. Vaughan  | Y, le dernier homme                    | DC                  |
| 2009  | Grant Morrison    | All-Star Superman                      | DC                  |
| 2010  | Robert Kirkman    | The Walking Dead                       | Image               |
| 2011  | Roger Langridge   | Thor: The Mighty Avenger               | Marvel              |
| 2012  | Mark Waid         | Daredevil                              | Marvel              |
| 2013  | Brian K. Vaughan  | Saga                                   | Image               |
| 2014  | Brian K. Vaughan  | Saga                                   | Image               |
| 2015  | Mark Waid         | Daredevil                              | Marvel              |
| 2016  | Brian K. Vaughan  | Saga                                   | Image               |

### Meilleur dessinateur
Ce prix, nommé « Best Artist » en anglais, existe de 1988 à 2016. En 1988, 1989 et 1991, il s'est appelé « Meilleur crayonneur ou dessinateur » (Best Artist or Penciller).
| Année | Auteur récompensé  | Œuvre distinguée                                     | Maison d'édition |
| ----- | ------------------ | ---------------------------------------------------- | ---------------- |
| 1988  | Dave Gibbons       | Watchmen                                             | DC               |
| 1989  | Brian Bolland      | Batman: The Killing Joke                             | DC               |
| 1990  | Mark Schultz       | Chroniques de l'ère Xenozoïque                       | Kitchen Sink     |
| 1991  | Steve Rude         | World's Finest Comics                                | DC               |
| 1992  | Mark Schultz       | Chroniques de l'ère Xenozoïque                       | Kitchen Sink     |
| 1993  | Mark Schultz       | Chroniques de l'ère Xenozoïque                       | Kitchen Sink     |
| 1994  | Alex Ross          | Marvels                                              | Marvel           |
| 1995  | Mike Mignola       | Hellboy                                              | Dark Horse       |
| 1996  | Mike Mignola       | Hellboy                                              | Dark Horse       |
| 1997  | Alex Ross          | Kingdom Come                                         | DC               |
| 1998  | P. Craig Russell   | Elric de Melniboné : Stormbringer                    | Dark Horse/Topps |
| 1998  | P. Craig Russell   | Dr. Strange : What Is It That Disturbs You, Stephen? | Marvel           |
| 1999  | Jaime Hernandez    | Penny Century et autres travaux de 1998              | Fantagraphics    |
| 2000  | Mike Mignola       | Hellboy : Le Diable dans la boîte                    | Maverick         |
| 2001  | Jaime Hernandez    | Penny Century                                        | Fantagraphics    |
| 2002  | Eduardo Risso      | 100 Bullets                                          | DC               |
| 2003  | Eduardo Risso      | 100 Bullets                                          | DC               |
| 2004  | Craig Thompson     | Blankets                                             | Top Shelf        |
| 2005  | Darwyn Cooke       | La Nouvelle Frontière                                | DC               |
| 2006  | J.H. Williams III  | Promethea                                            | DC               |
| 2007  | Frank Quitely      | All-Star Superman                                    | DC               |
| 2008  | Frank Quitely      | All-Star Superman                                    | DC               |
| 2009  | Gabriel Bá         | Umbrella Academy                                     | Dark Horse       |
| 2010  | Robert Crumb       | La Genèse                                            | W. W. Norton     |
| 2011  | Darwyn Cooke       | Parker : L'Organisation                              | IDW              |
| 2012  | J. H. Williams III | Batwoman                                             | DC               |
| 2013  | Fiona Staples      | Saga                                                 | Image            |
| 2014  | Fiona Staples      | Saga                                                 | Image            |
| 2015  | Fiona Staples      | Saga                                                 | Image            |
| 2016  | Fiona Staples      | Saga                                                 | Image            |

### Meilleur auteur
Ce prix, nommé « Best Cartoonist » en anglais, existe de 1988 à 2016 pour récompenser un auteur travaillant seul. Il s'est appelé « Best Cartoonist (Writer/Artist) » en 1988 et 1991.
| Année | Auteur récompensé | Œuvre distinguée                   | Maison d'édition    |
| ----- | ----------------- | ---------------------------------- | ------------------- |
| 1988  | Paul Chadwick     | Concrete                           | Dark Horse          |
| 1989  | Paul Chadwick     | Concrete                           | Dark Horse          |
| 1990  | Chester Brown     | Yummy Fur                          | Vortex              |
| 1991  | Peter Bagge       | Hate                               | Fantagraphics       |
| 1992  | Dave Sim          | Cerebus                            | Aardvark-Vanaheim   |
| 1993  | Will Eisner       | Peuple invisible                   | Kitchen Sink        |
| 1994  | Jeff Smith        | Bone                               | Cartoon             |
| 1995  | Jeff Smith        | Bone                               | Cartoon             |
| 1996  | Jeff Smith        | Bone                               | Cartoon/Image       |
| 1997  | Jeff Smith        | Bone                               | Cartoon/Image       |
| 1998  | Sergio Aragonés   | Sergio Aragones' Louder than Words | Dark Horse          |
| 1999  | Jeff Smith        | Bone                               | Cartoon             |
| 2000  | Jeff Smith        | Bone                               | Cartoon             |
| 2001  | Al Jaffee         | Mad                                | EC                  |
| 2002  | Daniel Clowes     | Eightball                          | Fantagraphics       |
| 2003  | Jeff Smith        | Bone                               | Cartoon             |
| 2004  | Craig Thompson    | Blankets                           | Top Shelf           |
| 2005  | Jeff Smith        | Bone                               | Cartoon             |
| 2006  | Chris Ware        | Acme Novelty Library no 16         | Auto-édition        |
| 2007  | Jaime Hernandez   | Love and Rockets                   | Fantagraphics       |
| 2008  | Darwyn Cooke      | Will Eisner's The Spirit           | DC                  |
| 2009  | Al Jaffee         | Tall Tales                         | Abrams              |
| 2010  | Darwyn Cooke      | Parker : Le Chasseur               | IDW                 |
| 2011  | Darwyn Cooke      | Parker : L'Organisation            | IDW                 |
| 2012  | Kate Beaton       | Diantre ! Un manant                | Drawn and Quarterly |
| 2013  | Jaime Hernandez   | Love and Rockets: New Stories      | Fantagraphics       |
| 2014  | Paul Pope         | Battling Boy                       | First Second        |
| 2015  | Terry Moore       | Rachel Rising                      | Abstract Studios    |
| 2016  | Stan Sakai        | Usagi Yojimbo                      | Dark Horse          |

### Meilleur encreur
Ce prix, nommé « Best Inker » en anglais, existe de 1988 à 2016.
| Année | Auteur récompensé   | Œuvre distinguée               | Maison d'édition |
| ----- | ------------------- | ------------------------------ | ---------------- |
| 1988  | Al Williamson       | Daredevil                      | Marvel           |
| 1989  | Al Williamson       | Daredevil                      | Marvel           |
| 1990  | Al Williamson       | Daredevil                      | Marvel           |
| 1991  | Al Williamson       | Le Cycle des épées             | Epic             |
| 1992  | Jaime Hernandez     | Love and Rockets               | Fantagraphics    |
| 1993  | Al Williamson       | Spider-Man 2099                | Marvel           |
| 1994  | Al Williamson       | Spider-Man 2099                | Marvel           |
| 1995  | Al Williamson       | Spider-Man 2099                | Marvel           |
| 1996  | Kevin Nowlan        | Superman vs. Aliens            | DC/Dark Horse    |
| 1997  | Mark Schultz        | Chroniques de l'ère Xenozoïque | Kitchen Sink     |
| 1998  | Charles Burns       | Black Hole                     | Kitchen Sink     |
| 1999  | Charles Burns       | Black Hole                     | Kitchen Sink     |
| 2000  | Jaime Hernandez     | Penny Century                  | Fantagraphics    |
| 2001  | Charles Burns       | Black Hole                     | Fantagraphics    |
| 2002  | Charles Burns       | Black Hole                     | Fantagraphics    |
| 2003  | Jaime Hernandez     | Love and Rockets               | Fantagraphics    |
| 2004  | Charles Burns       | Black Hole                     | Fantagraphics    |
| 2005  | Charles Burns       | Black Hole                     | Fantagraphics    |
| 2006  | Charles Burns       | Black Hole                     | Fantagraphics    |
| 2007  | Danny Miki          | Les Éternals                   | Marvel           |
| 2008  | Kevin Nowlan        | Witchblade                     | Top Cow          |
| 2009  | Mark Morales        | Thor                           | Marvel           |
| 2010  | Klaus Janson        | The Amazing Spider-Man         | Marvel           |
| 2011  | Mark Morales        | Thor                           | Marvel           |
| 2012  | Joe Rivera          | Daredevil                      | Marvel           |
| 2013  | Klaus Janson        | Captain America                | Marvel           |
| 2014  | Wade von Grawbadger | All New X-Men                  | Marvel           |
| 2015  | Danny Miki          | Batman                         | DC               |
| 2016  | Klaus Janson        | Batman : Dark Knight III       | DC Comics        |

### Meilleur lettreur
Ce prix, nommé « Best Letterer » en anglais, existe de 1988 à 2016.
| Année | Auteur récompensé  | Œuvre distinguée      | Maison d'édition  |
| ----- | ------------------ | --------------------- | ----------------- |
| 1988  | Ken Bruzenak       | American Flagg!       | First             |
| 1989  | Ken Bruzenak       | Mr. Monster           | Dark Horse        |
| 1990  | Ken Bruzenak       | Black Kiss            | Vortex            |
| 1991  | Daniel Clowes      | Eightball             | Fantagraphics     |
| 1992  | Todd Klein         | Sandman               | DC                |
| 1993  | Todd Klein         | Sandman               | DC                |
| 1994  | Tom Orzechowski    | Spawn                 | Image             |
| 1995  | Todd Klein         | Sandman               | DC                |
| 1996  | Chris Ware         | Acme Novelty Library  | Fantagraphics     |
| 1997  | Daniel Clowes      | Eightball             | Fantagraphics     |
| 1998  | Todd Klein         | Ka-Zar                | Marvel            |
| 1998  | Todd Klein         | Château l'attente     | Olio              |
| 1998  | Todd Klein         | Uncle Sam             | DC                |
| 1999  | Todd Klein         | House of Secrets      | DC                |
| 1999  | Todd Klein         | Captain America       | Marvel            |
| 2000  | Chris Ware         | Acme Novelty Library  | Fantagraphics     |
| 2001  | Todd Klein         | Château l'attente     | Cartoon           |
| 2002  | Chris Ware         | Acme Novelty Library  | Fantagraphics     |
| 2003  | Todd Klein         | Promethea             | ABC               |
| 2004  | Dave Sim           | Cerebus               | Aardvark-Vanaheim |
| 2005  | Todd Klein         | Wonder Woman          | DC                |
| 2006  | Chris Ware         | Acme Novelty Library  | Fantagraphics     |
| 2007  | Stan Sakai         | Usagi Yojimbo         | Dark Horse        |
| 2008  | Chris Eliopoulos   | Daredevil             | Marvel            |
| 2009  | John Workman       | 1985 : Visiteurs      | Marvel            |
| 2010  | David Mazzucchelli | Asterios Polyp        | Pantheon          |
| 2011  | John Workman       | Thor                  | Marvel            |
| 2012  | Chris Eliopoulos   | Fear Itself           | Marvel            |
| 2013  | Todd Klein         | Fables                | DC                |
| 2014  | Terry Moore        | Rachel Rising         | Abstract Studios  |
| 2015  | Jack Morelli       | Afterlife with Archie | Archie Comics     |
| 2016  | John Workman       | Ragnarök              | IDW Publishing    |

### Meilleur coloriste
Ce prix, nommé « Best Colorist » en anglais, existe de 1988 à 2016.
| Année | Auteur récompensé        | Œuvre distinguée                                                | Maison d'édition  |
| ----- | ------------------------ | --------------------------------------------------------------- | ----------------- |
| 1988  | John Higgins             | Watchmen                                                        | DC                |
| 1989  | John Higgins             | Batman: The Killing Joke                                        | DC                |
| 1990  | Steve Oliff              | Akira                                                           | Epic              |
| 1991  | Steve Oliff              | Akira                                                           | Epic              |
| 1992  | Steve Oliff              | Akira                                                           | Epic              |
| 1993  | Jim Woodring             | « Frank », dans Tantalizing Stories Presents Frank In The River | Tundra            |
| 1994  | Steve Oliff              | Spawn                                                           | Image             |
| 1995  | Steve Oliff et Olyoptics | Spawn                                                           | Image             |
| 1996  | Chris Ware               | Acme Novelty Library                                            | Fantagraphics     |
| 1997  | Chris Ware               | Acme Novelty Library                                            | Fantagraphics     |
| 1998  | Chris Ware               | Acme Novelty Library                                            | Fantagraphics     |
| 1999  | Lynn Varley              | 300 et autres travaux de 1998                                   | Dark Horse        |
| 2000  | Chris Ware               | Acme Novelty Library                                            | Fantagraphics     |
| 2001  | Laura DePuy              | The Authority                                                   | Wildstorm         |
| 2002  | Chris Ware               | Acme Novelty Library                                            | Fantagraphics     |
| 2003  | Dave Stewart             | Hellboy                                                         | Dark Horse        |
| 2004  | Chris Ware               | Acme Novelty Datebook                                           | Drawn & Quarterly |
| 2005  | Dave Stewart             | La Nouvelle Frontière                                           | DC                |
| 2006  | Laura Martin             | Astonishing X-Men                                               | Marvel            |
| 2007  | Lark Pien                | American Born Chinese                                           | First Second      |
| 2008  | Laura Martin             | Thor                                                            | Marvel            |
| 2009  | Dave Stewart             | Umbrella Academy                                                | Dark Horse        |
| 2010  | Laura Martin             | The Rocketeer: The Complete Adventures                          | IDW               |
| 2011  | José Villarrubia         | Cuba: My Revolution                                             | Vertigo           |
| 2012  | Dave Stewart             | Hellboy : L'Ultime Tempête                                      | Dark Horse        |
| 2013  | Fiona Staples            | Saga                                                            | Image             |
| 2014  | Dave Stewart             | Hellboy : The Midnight Circus                                   | Dark Horse        |
| 2015  | Dave Stewart             | Hellboy in Hell                                                 | Dark Horse        |
| 2016  | Laura Allred             | Silver Surfer                                                   | Marvel            |

### Meilleur dessinateur de couvertures
Ce prix, nommé « Best Cover Artist » en anglais, existe de 1996 à 2016. Il récompense un dessinateur pour sa capacité à réaliser des couvertures particulièrement réussies.
| Année | Auteur récompensé  | Œuvre distinguée                          | Maison d'édition |
| ----- | ------------------ | ----------------------------------------- | ---------------- |
| 1996  | Alex Ross          | Kurt Busiek's Astro City no 1             | Image            |
| 1997  | Alex Ross          | Kingdom Come no 1                         | DC               |
| 1998  | Alex Ross          | Astro City                                | Homage           |
| 1998  | Alex Ross          | Batman: Legends of the Dark Knight no 100 | DC               |
| 1998  | Alex Ross          | Squadron Supreme                          | Marvel           |
| 1999  | Alex Ross          | Astro City                                | Homage           |
| 1999  | Alex Ross          | Superman Forever                          | DC               |
| 1999  | Alex Ross          | Superman : Paix sur Terre                 | DC               |
| 2000  | Chris Ware         | Acme Novelty Library                      | Fantagraphics    |
| 2001  | Adam Hughes        | Wonder Woman                              | DC               |
| 2002  | Adam Hughes        | Wonder Woman                              | DC               |
| 2003  | Adam Hughes        | Wonder Woman                              | DC               |
| 2004  | Charles Burns      | Black Hole                                | Fantagraphics    |
| 2005  | James Jean         | Fables                                    | Vertigo          |
| 2006  | James Jean         | Fables                                    | Vertigo          |
| 2007  | James Jean         | Fables                                    | Vertigo          |
| 2008  | Mike Mignola       | Hellboy                                   | Dark Horse       |
| 2009  | James Jean         | Fables                                    | Vertigo          |
| 2010  | Mike Mignola       | Hellboy : La Fiancée de l'enfer           | Dark Horse       |
| 2011  | Mike Mignola       | Hellboy                                   | Dark Horse       |
| 2012  | J. H. Williams III | Batwoman                                  | DC               |
| 2013  | David Aja          | Hawkeye                                   | Marvel           |
| 2014  | Fiona Staples      | Saga                                      | Image            |
| 2015  | Fiona Staples      | Saga                                      | Image            |
| 2016  | Fiona Staples      | Saga                                      | Image            |

### Nouveau talent le plus prometteur
Ce prix, nommé « Most Promising New Talent » en anglais, existe de 1990 à 2016, bien qu'il n'ait pas été décerné entre 1993 et 1995. Il s'est appelé « Best New Talent » en 1990-1991 et de 1996 à 2010.
| Année | Auteur récompensé      | Œuvre distinguée                      | Maison d'édition  |
| ----- | ---------------------- | ------------------------------------- | ----------------- |
| 1990  | Jim Lee                |                                       |                   |
| 1991  | Julie Doucet           |                                       |                   |
| 1992  | Joe Quesada            | Différents titres DC et Marvel        | DC                |
| 1992  | Joe Quesada            | Différents titres DC et Marvel        | Marvel            |
| 1996  | Adrian Tomine          | Optic Nerve                           | Drawn & Quarterly |
| 1997  | Jessica Abel           | Artbabe                               | Auto-édition      |
| 1998  | Steven Weissman (en)   | Yikes                                 | Alternative Press |
| 1999  | Kevin Smith            | Clerks, Jay et Silent Bob             | Oni               |
| 1999  | Kevin Smith            | Daredevil                             | Marvel            |
| 2000  | Craig Thompson         | Adieu Chunky Rice                     | Top Shelf         |
| 2001  | Michel Rabagliati      | Paul à la campagne                    | Drawn & Quarterly |
| 2002  | Jason                  | Attends...                            | Fantagraphics     |
| 2003  | Nick Bertozzi (en)     | Rubber Necker                         | Alternative (en)  |
| 2004  | Derek Kirk Kim         | Same Difference and Other Stories     | Alternative (en)  |
| 2005  | Andy Runton            | Owly                                  | Top Shelf         |
| 2006  | Roberto Aguirre-Sacasa | Marvel Knights no 4                   | Marvel            |
| 2006  | R. Kikuo Johnson (en)  | Lignes de fuite                       | Fantagraphics     |
| 2007  | Brian Fies             | Le Cancer de maman                    | Abrams Image      |
| 2008  | Vasilis Lolos          | Last Call                             | Oni               |
| 2009  | Bryan J. L. Glass (en) | Le Dernier des Templiers              | Image             |
| 2010  | Rob Guillory           | Chew                                  | Image             |
| 2011  | Chris Samnee           | Thor: The Mighty Avenger              | Marvel            |
| 2012  | Sara Pichelli          | Ultimate Spider-Man                   | Marvel            |
| 2013  | Dennis Hopeless (en)   |                                       | Marvel            |
| 2014  | Chip Zdarsky           | Sex Criminals                         | Image             |
| 2015  | Chad Lambert           | « Kill Me », dans Dark Horse Presents | Dark Horse        |
| 2016  | Tom King               | The Vision                            | Marvel            |

### Prix spécial de l'humour
Ce prix, nommé « Special Award for Humor in Comics » en anglais, existe de 1989 à 2016. En 1989 et 1991, ils s'appelait « Special Achievement in Humor », et en 1990 ainsi que de 1992 à 2003 « Special Award for Humor ».
| Année | Auteur récompensé  | Œuvre distingué                      | Maison d'édition          |
| ----- | ------------------ | ------------------------------------ | ------------------------- |
| 1989  | Bill Watterson     | Calvin et Hobbes                     | Universal Press Syndicate |
| 1990  | Sergio Aragonés    |                                      |                           |
| 1991  | Sergio Aragonés    |                                      |                           |
| 1992  | Sergio Aragonés    |                                      |                           |
| 1993  | Sergio Aragonés    |                                      |                           |
| 1994  | Jeff Smith         | Bone                                 | Cartoon                   |
| 1995  | Sergio Aragonés    |                                      |                           |
| 1996  | Evan Dorkin        |                                      |                           |
| 1997  | Sergio Aragonés    |                                      |                           |
| 1998  | Sergio Aragonés    |                                      |                           |
| 1999  | Sergio Aragonés    |                                      |                           |
| 2000  | Sergio Aragonés    |                                      |                           |
| 2001  | Sergio Aragonés    |                                      |                           |
| 2002  | Evan Dorkin        | Dork !                               | Slave Labor               |
| 2003  | Evan Dorkin        | Dork !                               | Slave Labor               |
| 2004  | Tony Millionaire   | Sock Monkey                          | Dark Horse                |
| 2005  | Kyle Baker         | Plastic Man                          | DC                        |
| 2006  | Kyle Baker         | Plastic Man                          | DC                        |
| 2007  | Bryan Lee O'Malley | Scott Pilgrim & The Infinite Sadness | Oni Press                 |
| 2008  | Nicholas Gurewitch | The Perry Bible Fellowship           |                           |
| 2009  | Al Jaffee          | Tall Tales                           | Abrams Books              |
| 2010  | Bryan Lee O'Malley | Scott Pilgrim vs the Universe        | Oni Press                 |
| 2011  | Roger Langridge    | The Muppet Show Comic Book           | Boom! Studios             |
| 2012  | Kate Beaton        | Diantre ! Un manant                  | Drawn and Quarterly       |
| 2013  | Ryan North         | Adventure Time                       | KaBOOM!                   |
| 2014  | Ryan North         | Adventure Time                       | KaBOOM!                   |
| 2015  | Chip Zdarsky       | Sex Criminals                        | Image                     |
| 2016  | Chip Zdarsky       | Howard the Duck                      | Marvel                    |

### Meilleure série
Ce prix, nommé « Best Continuing or Limited Series » en anglais, existe de 1988 à 2016. Il récompense une série régulière ou une série limitée associée à une série régulière.
| Année | Œuvre distinguée                                | Dessinateur                          | Scénariste                           | Maison d'édition |
| ----- | ----------------------------------------------- | ------------------------------------ | ------------------------------------ | ---------------- |
| 1988  | Watchmen                                        | Dave Gibbons                         | Alan Moore                           | DC               |
| 1989  | Love and Rockets                                | Jaime Hernandez et Gilbert Hernandez | Jaime Hernandez et Gilbert Hernandez | Fantagraphics    |
| 1990  | Love and Rockets                                | Jaime Hernandez et Gilbert Hernandez | Jaime Hernandez et Gilbert Hernandez | Fantagraphics    |
| 1991  | Eightball                                       | Daniel Clowes                        | Daniel Clowes                        | Fantagraphics    |
| 1992  | Eightball                                       | Daniel Clowes                        | Daniel Clowes                        | Fantagraphics    |
| 1993  | Sandman                                         | Neil Gaiman                          | Neil Gaiman                          | DC               |
| 1994  | Marvels                                         | Alex Ross                            | Kurt Busiek                          | Marvel           |
| 1995  | From Hell                                       | Eddie Campbell                       | Alan Moore                           | Kitchen Sink     |
| 1996  | Sin City                                        | Frank Miller                         | Frank Miller                         | Dark Horse       |
| 1997  | Eightball                                       | Daniel Clowes                        | Daniel Clowes                        | Fantagraphics    |
| 1998  | Astro City                                      | Brent Anderson                       | Kurt Busiek                          | Image/Homage     |
| 1999  | 300                                             | Frank Miller et Lynn Varley (c)      | Frank Miller                         | Dark Horse       |
| 2000  | Acme Novelty Library                            | Chris Ware                           | Chris Ware                           | Fantagraphics    |
| 2001  | Acme Novelty Library                            | Chris Ware                           | Chris Ware                           | Fantagraphics    |
| 2002  | 100 Bullets                                     | Eduardo Risso                        | Brian Azzarello                      | DC               |
| 2003  | La Ligue des gentlemen extraordinaires          | Kevin O'Neill                        | Alan Moore                           | ABC              |
| 2004  | La Ligue des gentlemen extraordinaires, vol. II | Kevin O'Neill                        | Alan Moore                           | ABC              |
| 2005  | La Nouvelle Frontière                           | Darwyn Cooke                         | Darwyn Cooke                         | DC               |
| 2006  | Les Fugitifs                                    | Adrian Alphona                       | Brian K. Vaughan                     | Marvel           |
| 2007  | Daredevil                                       | Michael Lark                         | Ed Brubaker                          | Marvel           |
| 2008  | All-Star Superman                               | Frank Quitely                        | Grant Morrison                       | DC               |
| 2009  | All-Star Superman                               | Frank Quitely                        | Grant Morrison                       | DC               |
| 2010  | The Walking Dead                                | Charlie Adlard                       | Robert Kirkman                       | Image            |
| 2011  | Love and Rockets, vol. III                      | Jaime Hernandez et Gilbert Hernandez | Jaime Hernandez et Gilbert Hernandez | Fantagraphics    |
| 2012  | Daredevil                                       | Paolo Rivera                         | Mark Waid                            | Marvel           |
| 2013  | Saga                                            | Fiona Staples                        | Brian K. Vaughan                     | Image            |
| 2014  | Saga                                            | Fiona Staples                        | Brian K. Vaughan                     | Image            |
| 2015  | Saga                                            | Fiona Staples                        | Brian K. Vaughan                     | Image            |
| 2016  | Saga                                            | Fiona Staples                        | Brian K. Vaughan                     | Image            |

### Meilleure nouvelle série
Ce prix, nommé « Best New Series » en anglais, existe de 1988 à 2016.
| Année | Série distinguée                       | Dessinateur           | Scénariste                          | Maison d'édition    |
| ----- | -------------------------------------- | --------------------- | ----------------------------------- | ------------------- |
| 1988  | Concrete                               | Paul Chadwick         | Paul Chadwick                       | Dark Horse          |
| 1989  | Les Rois vagabonds                     | Dan Burr              | James Vance                         | Kitchen Sink        |
| 1990  | Eightball                              | Daniel Clowes         | Daniel Clowes                       | Fantagraphics       |
| 1991  | Hate                                   | Peter Bagge           | Peter Bagge                         | Fantagraphics       |
| 1992  | Cages                                  | Dave McKean           | Dave McKean                         | Tundra              |
| 1993  | Madman                                 | Michael Dalton Allred | Michael Dalton Allred               | Tundra              |
| 1994  | Captain Stern                          | Bernie Wrightson (d)  | Bernie Wrightson                    | Tundra/Kitchen Sink |
| 1994  | Captain Stern                          | Shephard Hendrix (e)  | Bernie Wrightson                    | Tundra/Kitchen Sink |
| 1995  | Acme Novelty Library                   | Chris Ware            | Chris Ware                          | Fantagraphics       |
| 1996  | Astro City                             | Brent Anderson        | Kurt Busiek                         | Image               |
| 1997  | Leave It to Chance                     | Paul Smith            | James Robinson                      | Homage              |
| 1998  | Penny Century                          | Jaime Hernandez       | Jaime Hernandez                     | Fantagraphics       |
| 1999  | The Spirit: New Adventures             | Divers auteurs        | Catherine Garnier (dir.)            | DC                  |
| 2000  | Weasel                                 | Dave Cooper           | Dave Cooper                         | Fantagraphics       |
| 2001  | Luba's Comix and Stories               | Gilbert Hernandez     | Gilbert Hernandez                   | Fantagraphics       |
| 2002  | La Perdida                             | Jessica Abel          | Jessica Abel                        | Fantagraphics       |
| 2003  | Rubber Necker                          | Nick Bertozzi (en)    | Nick Bertozzi (en)                  | Alternative         |
| 2004  | Plastic Man                            | Kyle Baker            | Kyle Baker                          | DC                  |
| 2005  | The Amazing Adventures of the Escapist | Divers dessinateurs   | Michael Chabon                      | Dark Horse          |
| 2006  | Young Avengers                         | Jim Cheung (en)       | Allan Heinberg                      | Marvel              |
| 2006  | Young Avengers                         | Andrea Di Vito        | Allan Heinberg                      | Marvel              |
| 2007  | Will Eisner's The Spirit               | Darwyn Cooke          | Darwyn Cooke                        | DC                  |
| 2008  | Umbrella Academy                       | Gabriel Bá            | Gerard Way                          | Dark Horse          |
| 2009  | Echo                                   | Terry Moore           | Terry Moore                         | Abstract Studios    |
| 2010  | Chew                                   | Rob Guillory          | John Layman                         | Image               |
| 2011  | American Vampire                       | Rafael Albuquerque    | Scott Snyder (d'après Stephen King) | Vertigo             |
| 2012  | Daredevil                              | Paolo Rivera          | Mark Waid                           | Marvel              |
| 2013  | Saga                                   | Fiona Staples         | Brian K. Vaughan                    | Image               |
| 2014  | Sex Criminals                          | Chip Zdarsky          | Matt Fraction                       | Image               |
| 2015  | Southern Bastards                      | Jason Latour          | Jason Aaron                         | Image               |
| 2016  | Paper Girls                            | Cliff Chiang          | Brian K. Vaughan                    |                     |

### Meilleure publication graphique originale pour jeunes lecteurs
Ce prix, nommé « Best Original Graphic Publication For Younger Readers » en anglais, existe de 2010 à 2016.
| Année | Œuvre distinguée           | Dessinateur     | Scénariste       | Maison d'édition |
| ----- | -------------------------- | --------------- | ---------------- | ---------------- |
| 2010  | The Muppet Show Comic Book | Amy Mebberson   | Roger Langridge  | BOOM! Studios    |
| 2011  | Tiny Titans                | Art Baltazar    | Franco Aureliani | DC Comics        |
| 2012  | Le Fantôme d'Anya          | Vera Brosgol    | Vera Brosgol     | First Second     |
| 2013  | Adventure Time             | Ryan North      | Ryan North       | KaBOOM! Studios  |
| 2014  | Adventure Time             | Ryan North      | Ryan North       | KaBOOM! Studios  |
| 2015  | Lumberjanes                | Brooke A. Allen | Grace Ellis      | BOOM! Box        |
| 2015  | Lumberjanes                | Brooke A. Allen | Noelle Stevenson | BOOM! Box        |
| 2015  | Lumberjanes                | Brooke A. Allen | Shannon Watters  | BOOM! Box        |
| 2016  | Lumberjanes                | Brooke A. Allen | Grace Ellis      | BOOM! Box        |
| 2016  | Lumberjanes                | Brooke A. Allen | Noelle Stevenson | BOOM! Box        |
| 2016  | Lumberjanes                | Brooke A. Allen | Shannon Watters  | BOOM! Box        |

### Meilleur numéro ou histoire
Ce prix, nommé « Best Single Issue or Story » en anglais, existe de 1988 à 2016, année où il se nommait simplement « Best Single Issue ». Il récompense un numéro de comic book, une série limitée reprise en album ou un album.
| Année | Œuvre distinguée                                    | Dessinateur         | Scénariste         | Maison d'édition |
| ----- | --------------------------------------------------- | ------------------- | ------------------ | ---------------- |
| 1988  | Watchmen no 9                                       | Dave Gibbons        | Alan Moore         | DC               |
| 1989  | Batman: The Killing Joke                            | Brian Bolland       | Alan Moore         | DC               |
| 1990  | Eightball no 1                                      | Daniel Clowes       | Daniel Clowes      | Fantagraphics    |
| 1991  | Eightball no 3                                      | Daniel Clowes       | Daniel Clowes      | Fantagraphics    |
| 1992  | Xenozoic Tales no 11                                | Mark Schultz        | Mark Schultz       | Kitchen Sink     |
| 1992  | Xenozoic Tales no 11                                | Steve Stiles (en)   | Mark Schultz       | Kitchen Sink     |
| 1993  | Tantalizing Stories Presents Frank In The River     | Jim Woodring        | Jim Woodring       | Tundra           |
| 1993  | Tantalizing Stories Presents Frank In The River     | Mark Martin (en)    |                    | Tundra           |
| 1994  | The Batman Adventures: Mad Love                     | Bruce W. Timm       | Paul Dini          | DC               |
| 1995  | Marvels no 4                                        | Alex Ross           | Kurt Busiek        | Marvel           |
| 1996  | Kurt Busiek's Astro City no 1                       | Brent Anderson      | Kurt Busiek        | Image            |
| 1997  | Acme Novelty Library no 7                           | Chris Ware          | Chris Ware         | Fantagraphics    |
| 1998  | Eightball no 18                                     | Daniel Clowes       | Daniel Clowes      | Fantagraphics    |
| 1999  | Penny Century no 3 : « Home School »                | Jaime Hernandez     | Jaime Hernandez    | Fantagraphics    |
| 2000  | Acme Novelty Library no 13                          | Chris Ware          | Chris Ware         | Fantagraphics    |
| 2001  | Superman and Batman: World's Funnest (en)           | Divers dessinateurs | Evan Dorkin        | Elseworlds       |
| 2002  | Eightball no 22                                     | Daniel Clowes       | Daniel Clowes      | Fantagraphics    |
| 2003  | La Ligue des gentlemen extraordinaires, v. II, no 1 | Kevin O'Neill       | Alan Moore         | ABC              |
| 2004  | Gotham Central no 6-10                              | Michael Lark        | Greg Rucka         | DC               |
| 2004  | Love & Rockets, vol. 2, no 9                        | Gilbert Hernandez   | Gilbert Hernandez  | Fantagraphics    |
| 2004  | Love & Rockets, vol. 2, no 9                        | Jaime Hernandez     |                    | Fantagraphics    |
| 2005  | Eightball no 23                                     | Daniel Clowes       | Daniel Clowes      | Fantagraphics    |
| 2006  | Love & Rockets, vol. 2, no 15                       | Gilbert Hernandez   | Gilbert Hernandez  | Fantagraphics    |
| 2006  | Love & Rockets, vol. 2, no 15                       | Jaime Hernandez     |                    | Fantagraphics    |
| 2007  | Civil War no 1                                      | Steve McNiven       | Mark Millar        | Marvel           |
| 2008  | All-Star Superman no 8                              | Grant Morrison      | Frank Quitely      | DC               |
| 2009  | Y: The Last Man no 60                               | Pia Guerra          | Brian K. Vaughan   | Vertigo          |
| 2010  | Asterios Polyp                                      | David Mazzucchelli  | David Mazzucchelli | Pantheon         |
| 2011  | Daytripper                                          | Gabriel Bá          | Fábio Moon         | Vertigo          |
| 2012  | Jim Henson's Tale of Sand                           | Ramón K. Pérez      | Ramón K. Pérez     | Archaia          |
| 2013  | Saga no 1                                           | Fiona Staples       | Brian K. Vaughan   | Image            |
| 2014  | Hawkeye no 11 : « Pizza is My Business »            | David Aja           | Matt Fraction      | Marvel           |
| 2015  | « Breaking Out », dans Dark Horse Presents no 35    | Apri Kusbiantoro    | Chad Lambert       | Dark Horse       |
| 2016  | Peanuts: A Tribute to Charles M. Schulz             | Divers              | Divers             | Boom! Studios    |

### Meilleur album
Ce prix, nommé « Best Graphic Album » en anglais, a existé de 1988 à 1990, avant d'être scindé en deux pour différencier les albums inédits de ceux reprenant des planches déjà publiées en comic book.
| Année | Œuvre distinguée         | Dessinateur   | Scénariste    | Maison d'édition |
| ----- | ------------------------ | ------------- | ------------- | ---------------- |
| 1988  | Watchmen                 | Dave Gibbons  | Alan Moore    | DC               |
| 1989  | Batman: The Killing Joke | Brian Bolland | Alan Moore    | DC               |
| 1990  | Ed the Happy Clown       | Chester Brown | Chester Brown | Vortex Comics    |

### Meilleur album non inédit
Ce prix, nommé « Best Graphic Album—Previously Published », existe de 1991 à 2016. Il récompense un album recueillant des planches déjà publiées dans des comic books et autres périodiques de bande dessinée. Il a porté plusieurs noms depuis sa création :
- 1991 et 1998-2005 : « Meilleur album reprenant des travaux auparavant publiés » (« Best Graphic Album of Previously Published Work »)
- 1992 et 1997 : « Meilleur album reprenant du matériel auparavant publié » (« Best Graphic Album of Previously Published Material »)
- 1993-1996 : « Meilleur album reprenant du matériel auparavant sorti » (1993 à 1996)

| Année | Série distinguée                                         | Dessinateur                                        | Scénariste             | Maison d'édition         |
| ----- | -------------------------------------------------------- | -------------------------------------------------- | ---------------------- | ------------------------ |
| 1991  | Warts et All                                             | Drew Friedman (en)                                 | Drew Friedman (en)     | RAW/Penguin              |
| 1992  | Maus, t. 2 : Et c'est là que mes ennuis ont commencé     | Art Spiegelman                                     | Art Spiegelman         | Pantheon                 |
| 1993  | Hey Look!                                                | Harvey Kurtzman                                    | Harvey Kurtzman        | Kitchen Sink             |
| 1994  | The Complete Bone Adventures                             | Jeff Smith                                         | Jeff Smith             | Cartoon                  |
| 1995  | Marvels                                                  | Alex Ross                                          | Kurt Busiek            | Graphitti Graphics       |
| 1996  | Hellboy : Les Loups de Saint Auguste                     | Mike Mignola                                       | Mike Mignola           | Dark Horse               |
| 1997  | Astro City t. 1 : Life in the Big City                   | Brent Anderson                                     | Kurt Busiek            | Homage                   |
| 1998  | Batman Black & White Collected                           | Divers dessinateurs                                | Divers scénaristes     | DC                       |
| 1998  | Batman Black & White Collected                           | Mark Chiarello, Scott Peterson, Georg Brewer (éd.) |                        | DC                       |
| 1999  | Cages                                                    | Dave McKean                                        | Dave McKean            | Kitchen Sink             |
| 2000  | From Hell                                                | Eddie Campbell                                     | Alan Moore             | Eddie Campbell           |
| 2001  | Jimmy Corrigan                                           | Chris Ware                                         | Chris Ware             | Pantheon                 |
| 2002  | Lone Wolf and Cub                                        | Goseki Kojima                                      | Kazuo Koike            | Dark Horse               |
| 2003  | 20th Century Eightball                                   | Daniel Clowes                                      | Daniel Clowes          | Fantagraphics            |
| 2004  | Louis Riel                                               | Chester Brown                                      | Chester Brown          | Drawn & Quarterly        |
| 2005  | Bone One Volume Edition                                  | Jeff Smith                                         | Jeff Smith             | Cartoon                  |
| 2006  | Black Hole                                               | Charles Burns                                      | Charles Burns          | Pantheon                 |
| 2007  | Absolute New Frontier                                    | Darwyn Cooke                                       | Darwyn Cooke           | DC                       |
| 2008  | Captain America Omnibus, t. 1                            | Steve Epting                                       | Ed Brubaker            | Marvel                   |
| 2008  | Captain America Omnibus, t. 1                            | Mike Perkins (en)                                  | Ed Brubaker            | Marvel                   |
| 2009  | Nate Turner                                              | Kyle Baker                                         | Kyle Baker             | Abrams Books             |
| 2010  | The Mice Templar, t. 1                                   | Michael Avon Oeming                                | Bryan J. L. Glass (en) | Image                    |
| 2011  | Bêtes de somme, t. 1 : Mal de chiens                     | Jill Thompson                                      | Evan Dorkin            | Dark Horse               |
| 2012  | Le Rayon de la mort                                      | Daniel Clowes                                      | Daniel Clowes          | Drawn & Quarterly        |
| 2013  | Aliens : Le Huitième Passager                            | Walter Simonson                                    | Archie Goodwin         | Titan (en)               |
| 2014  | Légendes de la garde t. 3 La Hache noire                 | David Petersen                                     | David Petersen         | Archaia et BOOM! Studios |
| 2015  | Légendes de la garde : Baldwin the Brave and Other Tales | David Petersen                                     | David Petersen         | Archaia et BOOM! Studios |
| 2016  | The Less Than Epic Adventures of TJ and Amal             | E. K. Weaver (en)                                  | E. K. Weaver (en)      | Iron Circus Comics       |

### Meilleur album (original)
Ce prix, nommé « Best Graphic Album—Original », existe de 1991 à 2016. Il récompense. Il a porté plusieurs noms depuis sa création : « Best Graphic Album of Original Work » en 1991 et de 1998 à 2005 ; « Best Graphic Album of Original Material » de 1992 à 1997.
| Année | Série distinguée                                    | Dessinateur                            | Scénariste                             | Maison d'édition              |
| ----- | --------------------------------------------------- | -------------------------------------- | -------------------------------------- | ----------------------------- |
| 1991  | Pourquoi je déteste Saturne                         | Kyle Baker                             | Kyle Baker                             | DC                            |
| 1992  | Au cœur de la tempête                               | Will Eisner                            | Will Eisner                            | NBM                           |
| 1993  | Fairy Tales of Oscar Wilde                          | P. Craig Russell (d'après Oscar Wilde) | P. Craig Russell (d'après Oscar Wilde) | NBM                           |
| 1994  | L'Art invisible                                     | Scott McCloud                          | Scott McCloud                          | Tundra                        |
| 1995  | Our Cancer Year                                     | Joyce Brabner                          | Harvey Pekar                           | Four Walls Eight Windows (en) |
| 1995  | Our Cancer Year                                     | Joyce Brabner                          | Frank Stack                            | Four Walls Eight Windows (en) |
| 1996  | Un monde de différence                              | Howard Cruse                           | Howard Cruse                           | Paradox                       |
| 1997  | Fax de Sarajevo                                     | Joe Kubert                             | Joe Kubert                             | Dark Horse                    |
| 1998  | Sin City : Valeurs familiales                       | Frank Miller                           | Frank Miller                           | Dark Horse                    |
| 1999  | You Are Here                                        | Kyle Baker                             | Kyle Baker                             | Paradox                       |
| 2000  | Batman : Guerre au crime                            | Alex Ross                              | Paul Dini                              | ED                            |
| 2001  | Mon dernier jour au Vietnam                         | Will Eisner                            | Will Eisner                            | Dark Horse                    |
| 2002  | Le Swing du golem                                   | James Sturm                            | James Sturm                            | Drawn & Quarterly             |
| 2003  | Petite Histoire du monde moderne, t. 3              | Larry Gonick                           | Larry Gonick                           | W. W. Norton                  |
| 2004  | Blankets                                            | Craig Thompson                         | Craig Thompson                         | Top Shelf                     |
| 2005  | Blacksad t. 2 : Arctic-Nation                       | Juanjo Guarnido                        | Juan Díaz Canales                      | iBooks                        |
| 2006  | Derniers Rappels                                    | Alex Robinson                          | Alex Robinson                          | Top Shelf                     |
| 2007  | Les Seigneurs de Bagdad                             | Niko Henrichon                         | Brian K. Vaughan                       | Vertigo                       |
| 2008  | Scott Pilgrim t. 4 : Scott Pilgrim Gets It Together | Bryan Lee O'Malley                     | Bryan Lee O'Malley                     | Oni                           |
| 2009  | Plus cool tu meurs                                  | Alex Robinson                          | Alex Robinson                          | Top Shelf                     |
| 2010  | Asterios Polyp                                      | David Mazzucchelli                     | David Mazzucchelli                     | Pantheon                      |
| 2011  | Scott Pilgrim t.6 : Scott Pilgrim's Finest Hour     | Bryan Lee O'Malley                     | Bryan Lee O'Malley                     | Oni                           |
| 2012  | Jim Henson's Tale of Sand                           | Ramón K. Pérez                         | Ramón K. Pérez                         | Archaia                       |
| 2013  | Parker : Le Casse                                   | Darwyn Cooke                           | Darwyn Cooke                           | IDW                           |
| 2014  | Le Cinquième Beatles                                | Kyle Baker                             | Vivek J. Tiwary                        | Dark Horse                    |
| 2014  | Le Cinquième Beatles                                | Andrew Robinson                        | Vivek J. Tiwary                        | Dark Horse                    |
| 2015  | Jim Henson's The Musical Monsters of Turkey Hollow  | Roger Langridge                        | Roger Langridge                        | Archaia                       |
| 2016  | Wake Up America, vol. 2                             | Nate Powell                            | John Lewis                             | Top Shelf                     |
| 2016  | Wake Up America, vol. 2                             | Nate Powell                            | Andrew Aydin (en)                      | Top Shelf                     |

### Meilleure anthologie (Best Anthology)
Ce prix, nommé « Best Anthology » en anglais, existe de 1990 à 2016.
| Année | Œuvre distinguée                         | Directeurs                                               | Maison d'édition  |
| ----- | ---------------------------------------- | -------------------------------------------------------- | ----------------- |
| 1990  | A1 (en)                                  | Dave Elliott et Gary Leach                               | Atomeka           |
| 1991  | Raw                                      | Art Spiegelman et Francoise Mouly                        | RAW/Penguin       |
| 1992  | Dark Horse Presents                      | Randy Stradley                                           | Dark Horse        |
| 1993  | Dark Horse Presents                      | Randy Stradley                                           | Dark Horse        |
| 1994  | Blab! (en)                               | Monte Beauchamp                                          | Kitchen Sink      |
| 1995  | Dark Horse Presents                      | Bob Schreck et Randy Stradley                            | Dark Horse        |
| 1996  | Drawn & Quarterly, vol. 2                | Marina Lesenko                                           | Drawn & Quarterly |
| 1997  | Dark Horse Presents                      | Bob Schreck                                              | Dark Horse        |
| 1998  | Dark Horse Presents                      | Bob Schreck et Jamie S. Rich                             | Dark Horse        |
| 1999  | Oni Double Feature                       | Bob Schreck                                              | Oni               |
| 2000  | Tomorrow Stories                         | Scott Dunbier                                            | ABC               |
| 2001  | Drawn & Quarterly v. 3                   | Chris Oliveros                                           | Drawn & Quarterly |
| 2002  | Bizarro Comics                           | Joey Cavalieri                                           | DC                |
| 2003  | Comics Journal Summer Special 2002       | Gary Groth                                               | Fantagraphics     |
| 2004  | Drawn & Quarterly v. 5                   | Chris Oliveros                                           | Drawn & Quarterly |
| 2005  | The Amazing Adventures of the Escapist   | Diana Schutz et Michael Chabon                           | Dark Horse        |
| 2005  | McSweeney's Quarterly Concern (en) no 13 | Chris Ware                                               | McSweeney's       |
| 2006  | Solo                                     | Mark Chiarello                                           | DC                |
| 2007  | Flight (en) no 3                         | Phil Craven, Kazu Kibuishi, Chris Schluep, Kean Soo (en) | Ballantine        |
| 2008  | Popgun (en) no 1                         | Mark Andrew Smith et Joe Keatinge                        | Image             |
| 2009  | Comic Book Tattoo (en)                   | Rantz Hoseley et Tori Amos                               | Image             |
| 2010  | Wednesday Comics                         | Mark Chiarello                                           | DC                |
| 2011  | Popgun no 4                              | D.J. Kirkbride, Anthony Wu et Adam P. Knave              | Image             |
| 2012  | Dark Horse Presents                      | Mike Richardson                                          | Dark Horse        |
| 2013  | Dark Horse Presents                      | Mike Richardson                                          | Dark Horse        |
| 2014  | Dark Horse Presents                      | Mike Richardson                                          | Dark Horse        |
| 2015  | Dark Horse Presents                      | Mike Richardson                                          | Dark Horse        |
| 2016  | Peanuts A Tribute to Charles M. Schulz   |                                                          | Boom! Studios     |

### Meilleur strip ou dessin humoristique en syndication
Ce prix, nommé « Best Syndicated Strip or Panel » en anglais, existe de 1990 à 2016. Il s'est appelé « Best Syndicated Comic Strip » en 1991 et « Best Syndicated Strip » de 1992 à 1997.
| Année | Œuvre distinguée        | Auteur(s)              | Distributeur                |
| ----- | ----------------------- | ---------------------- | --------------------------- |
| 1990  | Calvin et Hobbes        | Bill Watterson         | Universal Press             |
| 1991  | Calvin et Hobbes        | Bill Watterson         | Universal Press             |
| 1992  | Calvin et Hobbes        | Bill Watterson         | Universal Press             |
| 1993  | Calvin et Hobbes        | Bill Watterson         | Universal Press             |
| 1994  | Calvin et Hobbes        | Bill Watterson         | Universal Press             |
| 1995  | Calvin et Hobbes        | Bill Watterson         | Universal Press             |
| 1996  | Calvin et Hobbes        | Bill Watterson         | Universal Press             |
| 1997  | Dilbert                 | Scott Adams            | United Feature              |
| 1998  | Mutts                   | Patrick McDonnell      | King Features               |
| 1999  | For Better or For Worse | Lynn Johnston          | United Feature              |
| 2000  | Peanuts                 | Charles M. Schulz      | United Feature              |
| 2001  | Mutts                   | Patrick McDonnell      | King Features               |
| 2002  | Mutts                   | Patrick McDonnell      | King Features               |
| 2003  | Mutts                   | Patrick McDonnell      | King Features               |
| 2004  | Maakies (en)            | Tony Millionaire       | Auto-distribution           |
| 2005  | Mutts                   | Patrick McDonnell      | King Features               |
| 2006  | Maakies                 | Tony Millionaire       | Auto-distribution           |
| 2007  | The K Chronicles (en)   | Keith Knight           | Auto-distribution           |
| 2008  | Doonesbury              | Garry Trudeau          | Universal Press             |
| 2009  | Mutts                   | Patrick McDonnell      | King Features               |
| 2010  | Mutts                   | Patrick McDonnell      | King Features               |
| 2011  | Doonesbury              | Garry Trudeau          | Universal Press             |
| 2012  | Cul De Sac              | Richard Thompson       | Universal Press             |
| 2013  | Dick Tracy              | Mike Curtis (en)       | Tribune Media Services (en) |
| 2013  | Dick Tracy              | Joe Staton             | Tribune Media Services (en) |
| 2014  | Dick Tracy              | Mike Curtis            | Tribune Media Services (en) |
| 2014  | Dick Tracy              | Joe Staton             | Tribune Media Services (en) |
| 2015  | Dick Tracy              | Mike Curtis            | Tribune Media Services (en) |
| 2015  | Dick Tracy              | Joe Staton             | Tribune Media Services (en) |
| 2016  | Bloom County            | Berkeley Breathed (en) | Universal Uclick            |

### Meilleure œuvre biographique, historique ou journalistique
Ce prix, nommé « Best Biographical, Historical, or Journalistic Presentation » en anglais, existe de 1990 à 2016. Il récompense une production de critique ou de théorie de bande dessinée (périodique, ouvrage, film, blog) ou une biographie en bande dessinée.
| Année | Œuvre ou publication distinguée                            | Personne(s) récompensée(s)                  | Fonction               | Maison d'édition, studio |
| ----- | ---------------------------------------------------------- | ------------------------------------------- | ---------------------- | ------------------------ |
| 1990  | The Comics Journal                                         | Gary Groth                                  | Rédacteur en chef      | Fantagraphics            |
| 1991  | The Comics Journal                                         | Gary Groth et Helena Harvilicz              | Rédacteurs en chef     | Fantagraphics            |
| 1992  | The Comics Journal                                         | Gary Groth, Helena Harvilicz et Frank Young | Rédacteurs en chef     | Fantagraphics            |
| 1993  | The Comics Journal                                         | Gary Groth et Frank Young                   | Rédacteurs en chef     | Fantagraphics            |
| 1994  | L'Art invisible                                            | Scott McCloud                               | Auteur                 | Tundra                   |
| 1995  | The Comics Journal                                         | Gary Groth et Frank Young                   | Rédacteurs en chef     | Comics Journal Inc.      |
| 1996  | Crumb                                                      | Terry Zwigoff                               | Réalisateur/producteur | Sony Pictures            |
| 1996  | Crumb                                                      | Lynn O'Donnell (en)                         | Producteur             | Sony Pictures            |
| 1997  | The Comics Journal                                         | Gary Groth et Tom Spurgeon                  | Rédacteurs en chef     | Fantagraphics            |
| 1998  | The Comics Journal                                         | Gary Groth et Tom Spurgeon                  | Rédacteurs en chef     | Fantagraphics            |
| 1999  | The Comics Journal                                         | Gary Groth et Tom Spurgeon                  | Rédacteurs en chef     | Fantagraphics            |
| 2000  | The Comics Journal                                         |                                             | Rédacteurs en chef     | Fantagraphics            |
| 2001  | The Comics Journal                                         |                                             | Rédacteurs en chef     | Fantagraphics            |
| 2002  | Jack Cole and Plastic Man                                  | Art Spiegelman                              | Auteur                 | Chronicles               |
| 2002  | Jack Cole and Plastic Man                                  | Chip Kidd                                   | Auteur                 | Chronicles               |
| 2003  | B. Krigstein                                               | Greg Sadowski                               | Auteur                 | Fantagraphics            |
| 2004  | Comic Art Magazine (en)                                    | Todd Hignite (en)                           | Rédacteur en chef      | Comic Art                |
| 2005  | Comic Book Artist (en)                                     | Jon B. Cooke (en)                           | Rédacteur en chef      | Top Shelf                |
| 2006  | The Comics Journal                                         | Gary Groth                                  | Rédacteur en chef      | Fantagraphics            |
| 2007  | Art Out of Time                                            | Dan Nadel                                   | Éditeur                | Abrams                   |
| 2008  | Reading Comics: How Graphic Albums Work and What They Mean | Douglas Wolk (en)                           | Auteur                 | Da Capo                  |
| 2009  | Kirby: King of Comics                                      | Mark Evanier                                | Auteur                 | Abrams                   |
| 2010  | Art of Harvey Kurtzman: The Mad Genius of Comics           | Paul Buhle (en)                             | Auteur                 | Abrams ComicArts         |
| 2010  | Art of Harvey Kurtzman: The Mad Genius of Comics           | Denis Kitchen                               | Auteur                 | Abrams ComicArts         |
| 2011  | The Art of Jaime Hernandez: The Secrets of Life And Death  | Todd Hignite                                | Auteur                 | Abrams ComicArts         |
| 2012  | Genius Isolated: The Life And Art Of Alex Toth             | Bruce Canwell                               | Auteur                 | IDW                      |
| 2012  | Genius Isolated: The Life And Art Of Alex Toth             | Dean Mullaney (en)                          | Auteur                 | IDW                      |
| 2013  | Robot 6                                                    | Blog avec auteurs                           | Auteurs                | Comic Book Resources     |
| 2014  | Le Cinquième Beatles                                       | Andrew Robinson                             | Dessinateur            | Dark Horse               |
| 2014  | Le Cinquième Beatles                                       | Kyle Baker                                  | Dessinateur            | Dark Horse               |
| 2014  | Le Cinquième Beatles                                       | Vivek J. Tiwary                             | Scénariste             | Dark Horse               |
| 2015  | Teenage Mutant Ninja Turtles: The Ultimate Visual History  | Andrew Farago (en)                          | Auteur                 | Insight Editions         |
| 2016  | Wake Up America, vol. 2                                    | Nate Powell                                 | John Lewis             | Top Shelf                |
| 2016  | Wake Up America, vol. 2                                    | Nate Powell                                 | Andrew Aydin           | Top Shelf                |

### Meilleure édition américaine d'une œuvre étrangère
Ce prix, nommé « Best American Edition of Foreign Material » en anglais, existe de 1988 à 2016. Il récompense une bande dessinée publiée originellement dans une langue autre que l'anglais. Il s'appelait « Best Foreign Reprint » en 1990 et « Best Presentation of Foreign Material » en 2002-2003.
| Année | Œuvre distinguée                                           | Auteur                          | Pays        | Maison d'édition       |
| ----- | ---------------------------------------------------------- | ------------------------------- | ----------- | ---------------------- |
| 1988  | Albums de Mœbius                                           | Mœbius                          | France      | Marvel                 |
| 1989  | L'Incal                                                    | Mœbius (dessin)                 | France      | Marvel                 |
| 1989  | L'Incal                                                    | Alexandro Jodorowsky (scénario) | Chili       | Marvel                 |
| 1990  | Akira                                                      | Katsuhiro Otomo                 | Japon       | Epic                   |
| 1991  | Blueberry                                                  | Jean Giraud                     | France      | Epic                   |
| 1992  | Akira                                                      | Katsuhiro Otomo                 | Japon       | Epic                   |
| 1993  | Akira                                                      | Katsuhiro Otomo                 | Japon       | Epic                   |
| 1994  | Billie Holiday                                             | José Muñoz (dessin)             | Argentine   | Fantagraphics          |
| 1994  | Billie Holiday                                             | Carlos Sampayo (scénario)       | Argentine   | Fantagraphics          |
| 1995  | Druuna t. 4 : Carnivora                                    | Paolo Eleuteri Serpieri         | Italie      | Kitchen Sink           |
| 1996  | Akira                                                      | Katsuhiro Otomo                 | Japon       | Epic                   |
| 1997  | Gon                                                        | Masashi Tanaka                  | Japon       | Paradox                |
| 1998  | Drawn & Quarterly                                          | Collectif                       | Divers      | Drawn & Quarterly      |
| 1999  | Jonas Fink t. 3 : Rébellion                                | Vittorio Giardino               | Italie      | NBM                    |
| 2000  | Star Wars : Manga                                          | Toshiki Kudo                    | Japon       | Dark Horse             |
| 2000  | Star Wars : Manga                                          | Shin-Ichi Hiromoto              | Japon       | Dark Horse             |
| 2001  | Lone Wolf and Cub                                          | Gōseki Kojima (dessin)          | Japon       | Dark Horse             |
| 2001  | Lone Wolf and Cub                                          | Kazuo Koike (scénario)          | Japon       | Dark Horse             |
| 2002  | Lone Wolf and Cub                                          | Gōseki Kojima (dessin)          | Japon       | Dark Horse             |
| 2002  | Lone Wolf and Cub                                          | Kazuo Koike (scénario)          | Japon       | Dark Horse             |
| 2003  | Lone Wolf and Cub                                          | Gōseki Kojima (dessin)          | Japon       | Dark Horse             |
| 2003  | Lone Wolf and Cub                                          | Kazuo Koike (scénario)          | Japon       | Dark Horse             |
| 2004  | Persépolis                                                 | Marjane Satrapi                 | France      | Pantheon               |
| 2005  | Bouddha                                                    | Osamu Tezuka                    | Japon       | Vertical               |
| 2006  | Bouddha                                                    | Osamu Tezuka                    | Japon       | Vertical               |
| 2007  | Abandon the Old in Tokyo                                   | Yoshihiro Tatsumi               | Japon       | Drawn & Quarterly      |
| 2007  | Moomin                                                     | Tove Jansson                    | Finlande    | Drawn & Quarterly      |
| 2008  | Eduardo Risso's Tales of Terror                            | Eduardo Risso                   | Argentine   | Dynamite Entertainment |
| 2009  | Gus                                                        | Christophe Blain                | France      | First Second           |
| 2010  | The Art of Osamu Tezuka: The God of Manga                  | Helen McCarthy                  | Royaume-Uni | Abrams ComicArts       |
| 2011  | Blacksad                                                   | Juanjo Guarnido (dessin)        | Espagne     | Dark Horse             |
| 2011  | Blacksad                                                   | Juan Díaz Canales (scénario)    | Espagne     | Dark Horse             |
| 2012  | The Manara Library, t. 1 : Indian Summer and Other Stories | Milo Manara                     | Italie      | Dark Horse             |
| 2013  | Blacksad, t. 4 : L'Enfer, le silence                       | Juanjo Guarnido (dessin)        | Espagne     | Dark Horse             |
| 2013  | Blacksad, t. 4 : L'Enfer, le silence                       | Juan Díaz Canales (scénario)    | Espagne     | Dark Horse             |
| 2014  | L'Attaque des Titans                                       | Hajime Isayama                  | Japon       | Kodansha USA           |
| 2015  | Blacksad, t.5 : Amarillo                                   | Juanjo Guarnido (dessin)        | Espagne     | Dark Horse             |
| 2015  | Blacksad, t.5 : Amarillo                                   | Juan Díaz Canales (scénario)    | Espagne     | Dark Horse             |
| 2016  | Corto Maltese : Corto toujours un peu plus loin            | Hugo Pratt                      | Italie      | IDW Publishing         |
| 2016  | Deux Frères                                                | Gabriel Bá                      | Brésil      | Dark Horse             |
| 2016  | Deux Frères                                                | Fábio Moon                      | Brésil      | Dark Horse             |

### Meilleur projet de réédition US
Ce prix, nommé « Best Domestic Reprint Project » en anglais, existe de 1988 à 2016. Il récompense une bande dessinée publiée originellement dans une langue autre que l'anglais. Il s'appelait « Best Reprint » en 1989, « Best Reprint Project » en 1988 et 1991, ainsi que « Best Domestic Reprint », en 1990, 1992-1996 et 1998-1999.
| Année | Projet récompensé                                                   | Auteur originel                  | Responsable éditorial récompensé | Maison d'édition   |
| ----- | ------------------------------------------------------------------- | -------------------------------- | -------------------------------- | ------------------ |
| 1988  | The Spirit                                                          | Will Eisner                      | Denis Kitchen                    | Kitchen Sink       |
| 1989  | Complete Crumb Comics no 3                                          | Robert Crumb                     | Gary Groth                       | Fantagraphics      |
| 1990  | Complete Little Nemo in Slumberland                                 | Winsor McCay                     | Bill Blackbeard                  | Fantagraphics      |
| 1991  | Complete Crumb Comics no 6                                          | Robert Crumb                     | Gary Groth                       | Fantagraphics      |
| 1992  | Complete Crumb Comics no 7                                          | Robert Crumb                     | Gary Groth                       | Fantagraphics      |
| 1993  | Complete Crumb Comics no 8 et 9                                     | Robert Crumb                     | Gary Groth                       | Fantagraphics      |
| 1994  | Complete Little Nemo in Slumberland t. 6                            | Windsor McCay                    | Bill Blackbeard                  | Fantagraphics      |
| 1995  | The Complete Crumb Comics no 10                                     | Robert Crumb                     | Robert Boyd                      | Fantagraphics      |
| 1995  | The Complete Crumb Comics no 10                                     | Robert Crumb                     | Gary Groth                       | Fantagraphics      |
| 1995  | The Complete Crumb Comics no 10                                     | Robert Crumb                     | Mark Thompson                    | Fantagraphics      |
| 1996  | The Complete Crumb Comics no 11                                     | Robert Crumb                     |                                  | Fantagraphics      |
| 1997  | Batman: The Dark Knight Returns, 10th Anniversary Hardcover Edition | Frank Miller                     | Archie Goodwin                   | DC                 |
| 1997  | Batman: The Dark Knight Returns, 10th Anniversary Hardcover Edition | Frank Miller                     | Bob Kahan                        | DC                 |
| 1998  | Jack Kirby's New Gods                                               | Jack Kirby                       |                                  | DC                 |
| 1999  | DC Archives: Plastic Man                                            | Jack Cole                        |                                  | DC                 |
| 1999  | DC Archives: Plastic Man                                            | Jack Cole                        | Rick Taylor                      | DC                 |
| 2000  | DC Archive Series                                                   | Divers                           | Dale Crain                       | DC                 |
| 2001  | Spirit Archives                                                     | Will Eisner                      | Dale Crain                       | DC                 |
| 2002  | Spirit Archives                                                     | Will Eisner                      | Dale Crain                       | DC                 |
| 2003  | Krazy and Ignatz vol. 4-5                                           | George Herriman                  | Bill Blackbeard                  | Fantagraphics      |
| 2004  | Krazy and Ignatz vol. 6                                             | George Herriman                  | Bill Blackbeard                  | Fantagraphics      |
| 2005  | The Complete Peanuts (en), vol. 1 : 1950-52                         | Charles Schulz                   | Gary Groth                       | Fantagraphics      |
| 2006  | Little Nemo in Slumberland: So Many Splendid Sundays                | Windsor McCay                    | Philippe Ghuilemetti             | Sunday Press Books |
| 2006  | Little Nemo in Slumberland: So Many Splendid Sundays                | Windsor McCay                    | Peter Maresca                    | Sunday Press Books |
| 2007  | The Complete Peanuts                                                | Charles Schulz                   | Gary Groth                       | Fantagraphics      |
| 2008  | The Complete Peanuts                                                | Charles Schulz                   | Gary Groth                       | Fantagraphics      |
| 2009  | The Complete Peanuts                                                | Charles Schulz                   | Gary Groth                       | Fantagraphics      |
| 2010  | The Rocketeer: The Complete Adventures                              | Dave Stevens                     | Scott Dunbier                    | IDW                |
| 2011  | Dave Stevens' Rocketeer: Artist's Edition                           | Dave Stevens                     | Scott Dunbier                    | IDW                |
| 2012  | Walt Simonson's The Mighty Thor, Artist's Edition                   | Walt Simonson                    | Scott Dunbier                    | IDW                |
| 2012  | Walt Simonson's The Mighty Thor, Artist's Edition                   | Walt Simonson                    | Mike Carlin (en)                 | IDW                |
| 2012  | Walt Simonson's The Mighty Thor, Artist's Edition                   | Walt Simonson                    | Mark Gruenwald                   | IDW                |
| 2012  | Walt Simonson's The Mighty Thor, Artist's Edition                   | Walt Simonson                    | Ralph Macchio                    | IDW                |
| 2013  | David Mazzucchelli’s Daredevil Born Again: Artist’s Edition         | David Mazzucchelli               | Scott Dunbier                    | IDW                |
| 2014  | Best of Comix Book: When Marvel Comics Went Underground             | Collectif                        | John Lind                        | Kitchen Sink       |
| 2015  | Steranko Nick Fury Agent of S.H.I.E.L.D. Artist's Edition           | Jim Steranko                     | Scott Dunbier                    | IDW                |
| 2016  | Crimson vol. 1                                                      | Humberto Ramos et Brian Augustyn |                                  | Boom! Studios      |

### Meilleure bande dessinée en ligne
Ce prix, nommé « Best Online Comics Work » en anglais, existe de 2008 à 2016. Il récompense une bande dessinée en ligne.
| Année | Œuvre distinguée           | Auteur                           | Site |
| ----- | -------------------------- | -------------------------------- | ---- |
| 2006  | American Elf               | James Kochalka                   |      |
| 2007  | The Perry Bible Fellowship | Nicholas Gurewitch               |      |
| 2008  | The Perry Bible Fellowship | Nicholas Gurewitch               |      |
| 2009  | High Moon (en)             | Steve Ellis (en) (dessin)        |      |
| 2009  | High Moon (en)             | David Gallaher (scénario)        |      |
| 2009  | High Moon (en)             | Scott O. Brown (en) (production) |      |
| 2010  | PvP                        | Scott Kurtz                      |      |
| 2011  | Diantre ! Un manant        | Kate Beaton                      |      |
| 2012  | Diantre ! Un manant        | Kate Beaton                      |      |
| 2013  | Battlepug                  | Mike Norton                      |      |
| 2014  | Battlepug                  | Mike Norton                      |      |
| 2015  | The Private Eye            | Marcos Martín (dessin)           |      |
| 2015  | The Private Eye            | Brian K. Vaughan (scénario)      |      |
| 2015  | The Private Eye            | Muntsa Vicente (couleur)         |      |
| 2016  | Battlepug                  | Mike Norton                      |      |

### Prix spécial pour l'excellence dans la présentation
Ce prix, nommé « Special Award for Excellence in Presentation » en anglais, existe de 1988 à 2016. Il récompense un ouvrage ou une bande dessinée pour sa maquette. Il s'est appelé « Special Award for Excellence in Production » en 1988 et « Special Award for Excellence in Design and Production » en 1991.
| Année | Ouvrage distinguée                                      | Auteurs d'origine           | Mise en page        | Maison d'édition  |
| ----- | ------------------------------------------------------- | --------------------------- | ------------------- | ----------------- |
| 1988  | Watchmen                                                | Dave Gibbons (dessin)       | Len Wein            | DC                |
| 1988  | Watchmen                                                | Alan Moore (scénario)       | Len Wein            | DC                |
| 1989  | Hardboiled Defective Stories                            | Charles Burns               | Art Spiegelman      | RAW/Pantheon      |
| 1989  | Hardboiled Defective Stories                            | Charles Burns               | Françoise Mouly     | RAW/Pantheon      |
| 1990  | Arkham Asylum                                           | Dave McKean (dessin)        | Karen Berger        | DC                |
| 1990  | Arkham Asylum                                           | Grant Morrison (scénario)   | Art Young           | DC                |
| 1991  | Complete Little Nemo In Slumberland                     | Winsor McCay                | Dale Crain          | Fantagraphics     |
| 1992  | Complete Little Nemo In Slumberland                     | Winsor McCay                | Dale Crain          | Fantagraphics     |
| 1993  | Batman: Night Cries                                     | Scott Hampton (en) (dessin) | Robbin Brosterman   | DC                |
| 1993  | Batman: Night Cries                                     | Archie Goodwin (scénario)   | Robbin Brosterman   | DC                |
| 1994  | Marvels                                                 | Alex Ross                   | Joe Kaufman         | Marvel            |
| 1994  | Marvels                                                 | Kurt Busiek (scénario)      | Comicraft           | Marvel            |
| 1995  | Acme Novelty Library                                    | Chris Ware                  | Chris Ware          | Fantagraphics     |
| 1996  | Acme Novelty Library                                    | Chris Ware                  | Chris Ware          | Fantagraphics     |
| 1997  | Acme Novelty Library                                    | Chris Ware                  | Chris Ware          | Fantagraphics     |
| 1998  | Acme Novelty Library                                    | Chris Ware                  | Chris Ware          | Fantagraphics     |
| 1999  | Acme Novelty Library                                    | Chris Ware                  | Chris Ware          | Fantagraphics     |
| 2000  | Acme Novelty Library no 13                              | Chris Ware                  | Chris Ware          | Fantagraphics     |
| 2001  | Jimmy Corrigan                                          | Chris Ware                  | Chris Ware          | Pantheon          |
| 2002  | Spirit Archives                                         | Will Eisner                 | Dale Crain          | DC                |
| 2002  | Spirit Archives                                         | Will Eisner                 | Nick Napolitano     | DC                |
| 2003  | Krazy and Ignatz                                        | George Herriman             | Chris Ware          | Fantagraphics     |
| 2004  | Acme Novelty Datebook                                   | Chris Ware                  | Chris Ware          | Drawn & Quarterly |
| 2005  | The Complete Peanuts (en) t. 1 : 1950-52                | Charles Schulz              | Seth                | Fantagraphics     |
| 2006  | Little Nemo in Slumberland: So Many Splendid Sundays    | Winsor McCay                | Philippe Ghuilmetti | Sunday Press      |
| 2007  | Filles perdues                                          | Melinda Gebbie              | Brett Warnock       | Top Shelf         |
| 2007  | Filles perdues                                          | Alan Moore (scénario)       | Matt Kindt          | Top Shelf         |
| 2008  | EC Archives (en)                                        | Collectif                   | Russ Cochran (en)   | Gemstone          |
| 2009  | Kirby: King of Comics (en)                              | Mark Evanier                | Charles Kochman     | Abrams            |
| 2010  | The Rocketeer: The Complete Adventures                  | Dave Stevens                | Scott Dunbier       | IDW               |
| 2011  | Dave Stevens' Rocketeer: Artist's Edition               | Dave Stevens                | Randall Dahlk       | IDW               |
| 2012  | Walt Simonson's The Mighty Thor, Artist's Edition       | Walt Simonson               | Mike Carlin (en)    | IDW               |
| 2012  | Walt Simonson's The Mighty Thor, Artist's Edition       | Walt Simonson               | Scott Dunbier       | IDW               |
| 2012  | Walt Simonson's The Mighty Thor, Artist's Edition       | Walt Simonson               | Mark Gruenwald      | IDW               |
| 2012  | Walt Simonson's The Mighty Thor, Artist's Edition       | Walt Simonson               | Ralph Macchio       | IDW               |
| 2013  | Building Stories                                        | Chris Ware                  | Chris Ware          | Pantheon          |
| 2014  | Best of Comix Book: When Marvel Comics Went Underground | John Lind                   | John Lind           | Kitchen Sink      |
| 2015  | Little Nemo : Dream Another Dream                       | Divers                      | Andrew Carl         | Locust Moon Press |
| 2015  | Little Nemo : Dream Another Dream                       | Divers                      | Josh O’Neill        | Locust Moon Press |
| 2015  | Little Nemo : Dream Another Dream                       | Divers                      | Chris Stevens       | Locust Moon Press |
| 2016  | Peanuts: A Tribute to Charles M. Schulz                 | Divers                      | Scott Newman        | Boom! Studios     |

### Temple de la renommée Jack Kirby
Ce temple de la renommée prend la suite de celui créé en 1987 au sein des prix Jack-Kirby, où seuls trois auteurs avaient été inscrits. Il distingue de grands auteurs américains, plus un auteur étranger par an à partir de 1997. Trente-cinq auteurs y ont été inscrits de 1989 à 1999, parmi lesquels seuls Guido Crepax et Milo Manara ne figurent pas au Temple de la renommée Will Eisner.
- 1987 (prix Jack-Kirby) : Carl Barks (1901-2000), Will Eisner (1917-2005), Jack Kirby (1917-1994)
- 1989 : Wally Wood (1927-1981)
- 1990 : Steve Ditko (1927-2018) et Alex Toth (1928-2006)
- 1991 : Jack Cole (1914-1958) et Basil Wolverton (1909-1978)
- 1992 : Walt Kelly (1913-1973) et Bernie Krigstein (1919-1990)
- 1993 : Jerry Siegel (1914-1996) et Joe Shuster (1914-1992)
- 1994 : Bill Finger (1914-1974) et Bob Kane (1915-1998)
- 1995 : Bill Everett (1917-1973) et Stan Lee (1922-2018)
- 1996 : Carl Burgos (1917-1984), Sheldon Mayer (1917-1991) et Julius Schwartz (1915-2004)
- 1997 (rétroactif) : C. C. Beck (1910-1989), William Gaines (1922-1992)
- 1997 (carrière) : Gil Kane (1926-2000), Joe Kubert (1926-2012)
- 1997 (international) : Jean Giraud alias « Moebius » ( 1938-2012)
- 1998 (rétroactif) : Reed Crandall (1917-1982), Gardner Fox (1911-1986)
- 1998 (carrière) : Carmine Infantino (1925-2013), Murphy Anderson (1926-2015)
- 1998 (international) : Milo Manara (, 1945-)
- 1999 (rétroactif) : Otto Binder (1911-1974), Mort Meskin (1916-1995)
- 1999 (carrière) : Neal Adams (1941-2022), Frank Frazetta (1928-2010), John Romita, Sr. (1930-2023)
- 1999 (international) : Hergé (, 1907-1983)
- 2001 (rétroactif) : Mort Weisinger (1915-1978)
- 2001 (carrière) : Sheldon Moldoff (1920-2012)
- 2001 (international) : Guido Crepax (, 1933-2003)

### Temple de la renommée Harvey Kurtzman
Ce nouveau temple de la renommée, nommé « Harvey Kurtzman Hall of Fame » en anglais, a été institué en 2014.
- 2014 : Charles Schulz (1922-2000)
- 2015 : Will Eisner (1917-2005), Jules Feiffer (1929-2025)
- 2016 : Carl Barks (1901-2000), Al Jaffee (1921-2023)

### Prix Hero Initiative
Ces deux prix sont remis par l'organisation à but non lucratif The Hero Initiative (en) dans le cadre de la cérémonie des Harvey.
Hero Initiative Lifetime Achievement Award
Ce prix récompense un acteur de l'industrie du comic book pour l'ensemble de son œuvre.
- 2006 : George Pérez (1954-) et John Romita, Sr. (1930-)
- 2007 : Joe Kubert (1926-2012)
- 2008 : Nick Cardy (1920-2013)
- 2009 : Neal Adams (1941-)
- 2010 : Walt Simonson (1946-)
- 2011 : Stan Lee (1922-2018)
- 2012 : John Romita, Jr. (1956-)
- 2013 : Sal Buscema (1936-)
- 2014 : Herb Trimpe (1939-2015)
- 2015 : Russ Heath (1926-2018)
- 2016 : Joe Giella (1928-)
- 2017 : Marv Wolfman (1946-)
- 2018 : Marc Andreyko (1970-)
- 2019 : José Luis García-López (1948-)
- 2020 : Non remis
- 2021 : Denis Kitchen (1946-)

Dick Giordano Humanitarian of the Year Award
Ce prix, nommé d'après Dick Giordano, membre du conseil d'administration de l'organisation mort en mars 2010, récompense une personne qui a fait preuve d'une générosité et d'une intégrité particulières envers la communauté du comic book.
- 2010 : Tim Sale (1956-) et Jerry Robinson (1922-2011)
- 2011 : Mike Gold (1950-)
- 2012 : Joe Kubert (1926-2012)
- 2013 : Paul Levitz (1956-)
- 2014 : Stan Goldberg (en) (1932-2014)
- 2015 : Denis Kitchen (1946-)
- 2016 : Beth Widera (organisatrice du MegaCon (en) depuis 2000)
- 2017 : Joshua Dysart (en) (1971-)
- 2018 : Dennis O'Neil (1939-2020)
- 2019 : Louise Simonson (1946-)
- 2020 : Non remis
- 2021 : Gene Ha (197?-)